# 君に聞きたいひとつのこと
「君に聞きたいひとつのこと」（きみにききたいひとつのこと）は、SHISHAMOの19作目の配信限定シングルで通算29作目のシングル。2025年6月25日にGOOD CREATORS RECORDS / UNIVERSAL SIGMAからリリースされた。

## 楽曲解説
- 前作「自分革命」から約5ヶ月ぶりの配信限定シングル。
- 名前も知らない“君”に思いを馳せる主人公の片想いの心情を描いたラブソング。カフェの席から好きな人を見つめる女の子が描かれたジャケットイラストは宮崎の描き下ろしである[1]。
- 2025年6月16日、FM802『ROCK KIDS 802 -OCHIKEN Goes ON!! -』にてラジオ初オンエアされた[1][2]。

## ミュージック・ビデオ
- 6月23日、ミュージック・ビデオのティザー映像が公開され、配信リリース日の6月25日に、YouTubeオフィシャルチャンネルにてミュージック・ビデオがプレミア公開された[3]。このビデオは、楽曲の内容にリンクし、気になるカフェの店員さんを少しでも知るため、お店に通いつめながら店員さんの様子を伺う健気な主人公を、宮崎が自ら演じている。なお、宮崎が着用している衣装は全て私物でセルフスタイリングしたもの。監督を務めたのは深津昌和[4]。

## 収録アルバム
- アルバム未収録